# J. F. Lawton
Jonathan Frederick "J. F." Lawton (nascido em 11 de agosto de 1960) é um roteirista, produtor e diretor norte-americano. Seus créditos no cinema incluem os sucessos de bilheteria Pretty Woman, Mistress, Blankman, Under Siege, Under Siege 2: Dark Territory, The Hunted, Chain Reaction, DOA: Dead or Alive, Jackson e a série de TV V.I.P. Sob o pseudônimo J.D. Athens, escreveu e dirigiu Cannibal Women in the Avocado Jungle of Death e Pizza Man.